# Aambei
Aambeien (hemorroïden) of speen zijn een aandoening waarbij de zwellichamen (corpus cavernosum recti) met bloedvaten in de anus en/of het rectum opzwellen en daarbij ontstoken kunnen raken en kunnen gaan bloeden en groter worden. Aambeien die uitstulpen buiten de anus worden uitwendige aambeien genoemd.

## Oorzaken
In de wand van het rectum binnen de sluitspier loopt een groot aantal relatief grote aders, waarvan de vulling ook een zekere functie heeft bij het water- en luchtdicht afsluiten van het anale kanaal. Bij persen bij de ontlasting loopt de druk in deze aders op waardoor ze kunnen gaan uitzetten. Persen bij ontlasting is niet per se de oorzaak van aambeien, een gebrekkige bloedsomloop en bindweefselzwakte horen ook tot de mogelijkheden. Normaal gesproken lopen de aders na de defecatie weer snel leeg, maar als er een langdurige drukverhoging heeft plaatsgevonden kan dit lang op zich laten wachten of zelfs helemaal niet gebeuren. De neiging tot het ontstaan van aambeien is enigszins erfelijk; zwangerschap is ook een duidelijke risicofactor. De ontlasting soepel houden door een vocht- en vezelrijk dieet is een basispijler van de behandeling en preventie.

## Symptomen

Uitwendige aambeien

Symptomen kunnen zijn: sporen van helderrood bloed in de ontlasting of op het wc-papier, in latere stadia uitzakken van het rectum, jeukerig en/of branderig gevoel aan de anus, aandrang hebben zonder daadwerkelijke ontlasting en het achterblijven van ontlasting rond de anus ("soiling"). Jeuk ontstaat door de agressieve inwerking van ontlasting, die ongecontroleerd in kleine hoeveelheden kan ontwijken.
Als het bloed langdurig in een verwijde ader gestuwd is kan een stolsel ontstaan, wat een soms zeer pijnlijke ontstekingsreactie opwekt die enige weken kan duren. Het onder lokale verdoving insnijden van het getromboseerde vat en uitdrukken van het stolsel bekort deze duur soms wat.
Een uitwendige aambei kan van de ene op de andere dag verschijnen, maar zonder behandeling binnen enkele weken na het ontstaan ook weer verdwijnen.

## Behandeling

### Conservatieve (niet-heelkundige) ingrepen
- kleine aambeien en lichte irritatie kunnen worden bestreden met oraal in te nemen venotonica (aderversterkende medicatie) of ontzwellende zalven op basis van lidocaïne, zinkoxide en bismutsubnitraat. Deze middelen kunnen allergische reacties uitlokken en hebben een hoge kans op recidief (herval).
- Rubberbandligering (RBL) of Barron-ligatie: vaak toegepaste methode waarbij de aambeien worden opgespoord met behulp van een proctoscoop en daarna worden opgetrokken met een zuigertje en afgebonden met een elastisch bandje. Door de afgesneden bloedtoevoer (strangulatie) verschrompelt de aambei, necroseert (sterft af) en valt vanzelf na zeven of tien dagen af. RBL is een eenvoudige techniek die ambulant op de consultatie zonder verdoving kan worden uitgevoerd.
- Sclerotherapie (SCT) Bij SCT wordt een aambei met een kleine hoeveelheid sclerosans (uitdrogende vloeistof), meestal  polidocanol (ook bekend onder de merknaam aethoxysklerol), geïnjecteerd. SCT is een eenvoudige, veilige techniek, die poliklinisch, zonder anesthesie kan worden uitgevoerd en weinig postoperatieve pijnklachten of complicaties veroorzaakt.[2]
- Infraroodcoagulatie (IRC): door lokale, directe blootstelling aan infrarood licht gedurende 1 à 2 seconden worden de uitgezette bloedvaatjes dichtgeschroeid en komt er na enige tijd submucosaal (onder het slijmvlies) littekenweefsel in de plaats.
- Een alternatieve behandeling van aambeien is gecontroleerde koeling of cryotherapie. Deze behandeling zorgt ervoor dat bloedvaten in het getroffen gebied tijdelijk krimpen. Dit kalmeert gezwollen weefsel, vermindert pijn, branderig gevoel, jeuk en bloeden. Deze behandeling zorgt voor verlichting in zes tot acht minuten. Tegenwoordig is het ook mogelijk thuis zelf de aambeien te koelen door het rectaal inbrengen van een koelstick (ook wel Hemorcool genoemd).[3]

### Operatieve ingrepen
Bij prolaberende (ver uitstulpende) of getromboseerde (met bloedklonter) aambeien of wanneer de conservatieve therapie faalt, kunnen de volgende invasieve technieken worden gebruikt:
- hemorroïdectomie: operatie waarbij een incisie wordt gemaakt op de overgang van huid naar rectale slijmvlies, waarna de aambei wordt losgemaakt van het onderliggende weefsel. Na het plaatsen van een ligatuur wordt het hemorroïde weefsel verwijderd. Naargelang de wond in het slijmvlies opengelaten dan wel door hechting gesloten wordt, spreekt men respectievelijk van de gangbare 'Milligan en Morgan methode' of van de 'Ferguson-methode'. Als er meerdere aambeien worden verwijderd gebruikt men de klassieke klaverbladexcisie, gaat het slechts om één aambei dan gaat men over tot de 1-pijler resectie. De operatie wordt uitgevoerd onder narcose of epidurale verdoving. Aangezien hemorroïdectomie  na de operatie kan leiden tot hevige (invaliderende) pijn, complicaties en incontinentie wordt deze zeer invasieve ingreep sinds de CBO-consensus in 1994 in Nederland afgeraden.[4]
- hemorroïdopexie of geniete anopexie, ook wel 'Longo-procedure' of 'Procedure voor Prolaps en Hemorroïden' (PPH) genoemd: Na het inbrengen van een proctoscoop wordt het rectumslijmvlies twee centimeter boven het hemorroïdale weefsel met een tabakszakhechting (ook wel 'beursnaad' genoemd, een doorlopende niet-perforerende hechting) in een circulair nietapparaat getrokken. Als het nietapparaat wordt 'afgevuurd' wordt een ring slijmvlies van circa 1 cm breed weggesneden (resectie) en worden de slijmvliesranden door het apparaat met nietjes aan elkaar gehecht.
- DG-HAL-methode of 'Dopplergeleide ligering van hemorroïdale arteriën' (Eng. Transanal Hemorroidal Dearterialisation, THD): Bij deze operatie, uitgevoerd onder narcose of epidurale verdoving, worden de aambeislagaders die verantwoordelijk zijn voor het stuwen van de aambeien met behulp een transanaal ingebrachte doppler-probe gelokaliseerd en door hechtingen transanaal geligeerd (afgebonden). Bij deze THD-procedure kan nadien ook selectief een opnaaiing van de uitgezakte slijmvlies uitgevoerd worden[5] door middel van de RAR-techniek: rectoanale repair.

## Andere oorzaken van anale klachten
Vaak worden aambeien verward met marisken. Dit zijn anale huidflapjes die het restant zijn van aambeien. Marisken veroorzaken in het algemeen geen pijn maar kunnen voor ongemak zorgen bij de toilethygiëne. Ook een uitgerekte wand tussen endeldarm en vagina of poliepen in de endeldarm kunnen voor pijnlijke en bloederige stoelgang zorgen. In Nederland blijkt bij 23% van de patiënten die met de klacht "pijn aan anus/rectum" bij de huisarts komen aambeien de oorzaak te zijn. Bij 29% van deze personen is een perianaal abces of fissura ani (een pijnlijk anuskloofje) de oorzaak. 22% heeft geen duidelijke, maar ook geen ernstige oorzaak ('pijn anus/rectum e.c.i.'). 26% heeft een andere oorzaak, waaronder condylomata acuminata, chlamydia of een carcinoom.